# Willi Depenau
Johann Heinrich Wilhelm „Willi“ Depenau (* 3. April 1884 in Düren; † 26. August 1952 in Berlin-Wannsee) war ein deutscher Bühnenbildner und Filmarchitekt.

## Leben
Depenau war nach seiner handwerklichen Ausbildung lange Zeit am Theater künstlerisch aktiv, ehe er 1924 erstmals die Dekorationen zu einer Kinoproduktion ausführte. Bis 1932 blieb er jedoch weiterhin primär der Bühne verpflichtet und arbeitete als Szenenbildner bzw. Ausstattungschef, beispielsweise an der Komischen Oper Berlin.
Ab 1932 arbeitete Depenau regelmäßig für den Film, zunächst für mehrere Anny Ondra-Carl-Lamac-Produktionen, später auch für andere Firmen. Nach dem Zweiten Weltkrieg gestaltete er, zumeist in ausführender Funktion, eine Reihe von zweitrangigen Filmen für die DEFA bis zu seiner Pensionierung 1950. Zwei Jahre darauf verstarb er.

## Filmografie
- 1924: Die schönste Frau der Welt
- 1929: Kehre zurück! Alles vergeben!
- 1932: Johann Strauß, k.u.k. Hofballmusikdirektor
- 1932: Das Lied der schwarzen Berge
- 1933: Das verliebte Hotel
- 1934: Der Doppelgänger
- 1934: Die vertauschte Braut
- 1934: Klein Dorrit
- 1934: Der Vetter aus Dingsda
- 1934: Der rote Reiter
- 1935: Knock out
- 1935: Der junge Graf
- 1935: Die lustigen Weiber
- 1935: Der schüchterne Casanova
- 1936: Flitterwochen
- 1936: Ein Mädel vom Ballett
- 1936: 90 Minuten Aufenthalt
- 1936: Der Hund von Baskerville
- 1937: Autobus S
- 1937: Die Landstreicher
- 1937: Das Geheimnis um Betty Bonn
- 1937: Zwischen den Eltern
- 1938: Dreiklang
- 1938: Der Fall Deruga
- 1938/47: Altes Herz geht auf die Reise
- 1939: Wasser für Canitoga
- 1939: Umwege zum Glück
- 1939: Gold in New Frisco
- 1939: Befreite Hände
- 1940: Der Fuchs von Glenarvon
- 1940: Die Rothschilds
- 1941: Mein Leben für Irland
- 1941: Immer nur Du
- 1941: Krach im Vorderhaus
- 1942: Meine Freundin Josefine
- 1943: Die heimlichen Bräute
- 1948: Straßenbekanntschaft
- 1949: Träum’ nicht, Annette!
- 1949: … und wenn’s nur einer wär’ …
- 1950: Familie Benthin
- 1951: Die letzte Heuer